# Mamara (distrito)
O Distrito peruano de Mamara é um dos catorze distritos que formam a Província de Grau, situada no Apurímac, pertencente a Região Apurímac, Peru.

## Transporte
O distrito de Mamara não é servido pelo sistema de estradas terrestres do Peru.